# Новоелизаветовка (Луганская область)
Новоелизаветовка (укр. Новоєлизаветівка) — село, относится к Краснолучскому городскому совету Луганской области Украины. Под контролем самопровозглашённой Луганской Народной Республики.

## Население
Население по переписи 2001 года составляло 7 человек.

## Общие сведения
Почтовый индекс — 94536. Телефонный код — 6432. Занимает площадь 0,28 км².

## Местный совет
94533, Луганская обл., Краснолучский городской совет, г. Миусинск, ул. Октябрьская, 15